# Парацуоло (Ђенова)
Парацуоло је насеље у Италији у округу Ђенова, региону Лигурија.
Према процени из 2011. у насељу је живело 52 становника. Насеље се налази на надморској висини од 827 м.